# Petrićevac

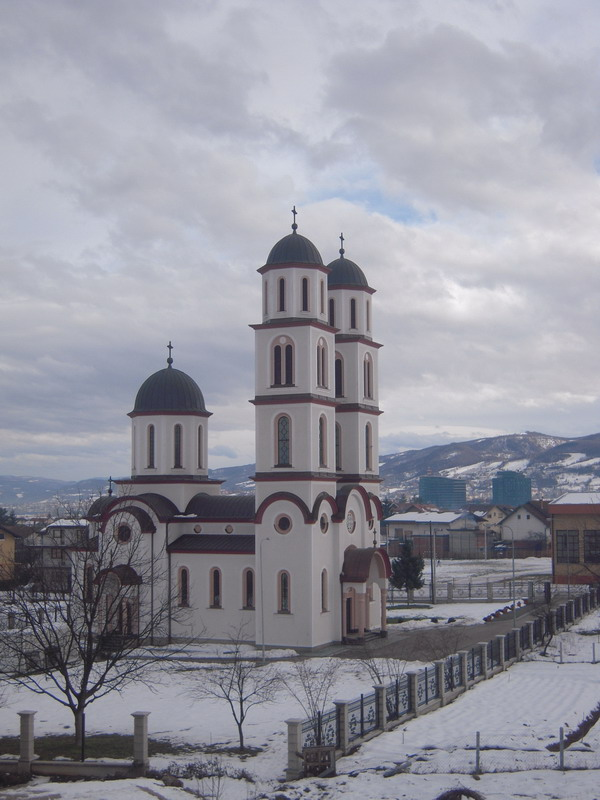
Cerkiew prawosławna w dzielnicy Petrićevac

Petrićevac – dzielnica Banja Luki w Republice Serbskiej w Bośni i Hercegowinie. Obecnie Petrićevac ma około 25 000 mieszkańców.
W Petrićevacu znajduje się katolicki kościół świętego Antoniego oraz klasztor franciszkanów. Do II wojny światowej znajdowała się tu również cerkiew prawosławna, która została zniszczona przez Ustaszów w 1941.
Zakonnikiem z klasztoru w Petrićevacu był chorwacki zbrodniarz wojenny Miroslav Filipović-Majstorović, późniejszy komendant obozu koncentracyjnego w Jasenovacu. Majstorović został suspendowany po tym, jak w lutym 1942 uczestniczył w rzezi Serbów na terenie pobliskich wiosek Drakulić i Motike.
Podczas wojny w Bośni w 1995 kościół katolicki i klasztor zostały zniszczone przez armię bośniackich Serbów w odwecie za zburzenie cerkwi w 1941, przy czym jeden z zakonników poniósł śmierć. Odbudowę rozpoczęto w 2003 po wizycie w Petricevaću papieża Jana Pawła II.